# Sozialistischer Esperanto-Bund
Der Sozialistische Esperanto-Bund (SEB) wurde zu Pfingsten 1930 in Berlin von 14 Gruppen gegründet die bis dahin zum DAEB gehörten.
Vorsitzender wurde Ludwig Puff (1888–) aus Frankfurt am Main, Redakteur Adolf Sproeck (1890–1978), der von 1922 bis 1927 Redakteur der Bundeszeitschrift des DAEB war. 
Allerdings gab der SEB dann keine eigene Zeitschrift heraus. Die Zeitschrift des Österreichischen Arbeiter-Esperanto-Bundes (Aŭstria Laborista Ligo de Esperantistoj – ALLE) La Socialisto wurde auch offizielles Organ des SEB, so dass Adolf Sproeck im Kontakt zum Sekretär von ALLE Franz Jonas (1899–1974), der auch seit 1929 Redakteur von La Socialisto war, Beiträge aus Deutschland lieferte.
Die Bundesgeschäftsstelle des SEB befand sich in Frankfurt am Main, Heerstraße 85.
Der SEB wurde auf Initiative von Adolf Sproeck, Konrad Deubler (1885–1966) und Ludwig Puff gegründet, weil der DAEB sich Ende der 1920er Jahre zunehmend kommunistisch orientierte, so dass viele sozialdemokratische Esperantisten den DAEB verließen.

Der SEB betonte seine Offenheit für Esperantisten unterschiedlicher sozialistischer Richtungen und Arbeiterparteien.
„Weil wir keiner Partei verpflichtet sind, haben wir es nicht nötig, unser Bundesorgan zum Sprachrohr einer politischen Partei zu machen, wie es der AE ist, sondern können es uns leisten, eine neutrale Esperanto-Organisation innerhalb der modernen Arbeiterbewegung zu sein, die allein den Mitgliedern eine gedeihliche Zusammenarbeit mit ‚Angehörigen anderer Arbeiterparteien gewährleistet.“

– Aus einer Erklärung des Bundesvorstands von 1932
Bis Oktober 1930 hatten sich dem SEB 20 Gruppen angeschlossen und bis 1933 erreichte er die Zahl von fast 1500 Mitgliedern.
Der SEB löste sich am 31. März 1933 angesichts des drohenden Verbots auf. Der Versuch, unter dem Namen Vereinigung von Esperanto-Freunden weiter zu bestehen, wurde nach wenigen Wochen aufgegeben.

## Veröffentlichungen
- Antaŭen Mitteilungen des Bezirks Berlin-Brandenburg des Sozialistischen Esperanto-Bundes 1932
- Lanti: Arbeiter-Esperantismus. Socialista Esperanto-Asocio, Frankfurt am Main 1932.